# ۱۷۵۸ (میلادی)
۱۷۵۸ (میلادی) هزار و هفتصد و پنجاه و هشتمین سال تقویم میلادی است.

## زادگان
- ۲۹ سپتامبر - هوریشیو نلسون، دریاسالار انگلیسی (م. ۱۸۰۵)
- ۲۸ آوریل – جیمز مونرو، سیاست‌مدار، وکیل، و دیپلمات آمریکایی (د. ۱۸۳۱)
- ۱۱ اکتبر – هاینریش ویلهلم ماتیاس البرس، فیزیک‌دان و ستاره‌شناس آلمانی (د. ۱۸۴۰)
- ۲۰ نوامبر – آبراهام بی. ونبل، سیاست‌مدار و وکیل آمریکایی (د. ۱۸۱۱)
- ۲۵ نوامبر – جان آرمسترانگ جونیور، سیاست‌مدار و دیپلمات آمریکایی (د. ۱۸۴۳)
- ۲۳ دسامبر – جان وینینگ، سیاست‌مدار و وکیل آمریکایی (د. ۱۸۰۲)

## درگذشتگان
- ۱۵ اوت – پیر بوگر، ریاضی‌دان فرانسوی (ز. ۱۶۹۸)